# Stade Mimoun Al Arsi
Stade Mimoun Al Arsi – stadion piłkarski w Maroku, w mieście Al Hoceima.

## Opis
Stadion został otworzony w 1950 roku. Niedługo później zadomowił się tam tamtejszy klub – Chabab Rif Al Hoceima, który dalej rozgrywa tam swoje mecze. W 2010 roku stadion przeszedł modernizację, w której przebudowano północną trybunę. Koszt inwestycji wyniósł 50 mln dirhamów. Planuje się wybudowanie hotelu dla sportowców w pobliżu stadionu. Trybuny mieszczą 12 000 lub 12 500 widzów. Nawierzchnia stadionu jest sztuczna, w 2010 roku przeszła modernizację. Ze względu na bliskość Hiszpanii, stadion ma swój hiszpański przydomek, który brzmi Estadio Chipula. 